# Wandelroute E2

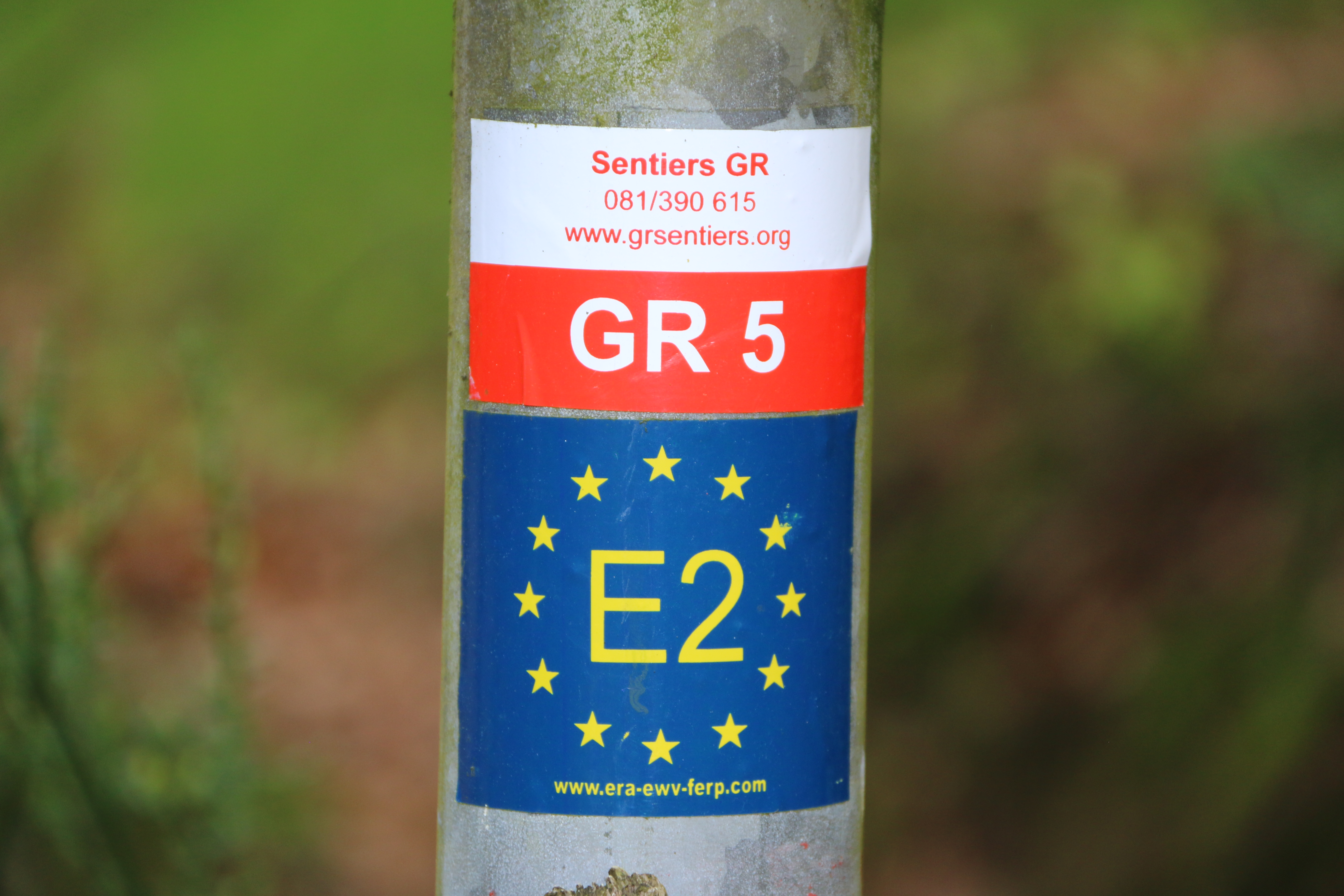
E2

De Europese wandelroute E2 loopt van het zuidwesten van Schotland naar Nice. De route is opgebouwd uit een aantal aan elkaar gekoppelde routes, waaronder de complete Grande Randonnée 5 (GR5).
De Europese wandelroutes worden uitgezet en beheerd door de Europese Wandelvereniging, waarin vanuit Nederland de stichting Wandelnet en vanuit Vlaanderen de vereniging Grote Routepaden is vertegenwoordigd.

## Route

### Ierland
Het is de bedoeling dat in Ierland een route van Galway naar Larne uitgezet zal worden. Vanuit Larne kan men dan naar Stranraer varen en via de Southern Upland Way het pad vervolgen.

### Schotland
In Schotland loopt de E2 via:
- De Southern Upland Way van Stranraer tot Melrose
- St Cuthbert's Way tot Kirk Yetholm (Kelso)

### Engeland
- de Pennine Way van Kirk Yetholm (Kelso) tot Middleton-in-Teesdale

#### Oostelijke variant
- de Teesdale Way van Middleton-in-Teesdale tot Middlesbrough
- de Cleveland Way van Guisborough tot Filey
- de Yorkshire Wolds Way van Filey tot Hessle
- de Viking Way van Hessle tot Rutland Water
- de Hereward Way van Rutland Water tot Ely
- tot Harwich waar de ferry naar Hoek van Holland genomen wordt

#### Westelijke variant
- de Pennine Way van Middleton-in-Teesdale tot Standedge
- de Heart of England Way van Cannock Chase tot Bourton on the Water
- het Thames Path van Oxford tot Weybridge
- de North Downs Way van Guildford tot Dover
Oorspronkelijk was het de bedoeling om via de ferrylijn Dover-Oostende op het vasteland te komen. Aangezien deze niet meer in gebruik is, moet hier een alternatief voor gebruikt worden, bijvoorbeeld:
  - via de North Downs Way Canterbury Loop en de Stour Valley Walk naar Ramsgate lopen om daar dan de veerboot naar Oostende te nemen
  - van Dover naar Duinkerke varen en via de Sentier Littoral (Kustpad; onderdeel van de E9) naar De Panne lopen om daar in te haken op de GR5A-Zuid
  - van Dover naar Calais: een aantal veerdiensten neemt passagiers te voet ("foot passengers") mee[2]

### Nederland en Vlaanderen
Eerste variant: bij aankomst in Hoek van Holland gaat de route via het Nederlands Kustpad (LAW 5-1) tot Bergen op Zoom. (Dit is het eerste deel van de GR5). Vanaf Bergen op Zoom volgt de route de ("grote") GR5 tot de omgeving van de Sint-Pietersberg in Maastricht.
Tweede variant: bij aankomst in Oostende gaat de route via de GR5A en de GR565 en sluit bij Zoersel (bij herberg "Het Boshuisje" in het Zoerselbos) onderweg aan op de ("grote") GR5. Het gedeelte in Vlaanderen staat bekend als het "Traject der Lage Landen".
Bij Maastricht sluit ook het Pieterpad aan op de E2, wat de E2 voor veel langeafstandwandelaars in Nederland de populairste Europese wandelroute maakt.

### Wallonië
Vanaf Maastricht gaat de E2 via de GR5 "Traject der Ardennen" steekt de Maas over in Wezet en loopt door de Hoge Venen langs Spa en Stavelot. Via de Duitstalige Oostkantons gaat de E2 bij het drielandenpunt met Luxemburg (bij Ouren) de grens over.

### Luxemburg
Net als in België is de E2 in Luxemburg bekend als GR5. Maar eigenlijk wordt een aaneenschakeling van diverse regionale routes gevolgd. De route komt Luxemburg binnen bij het drielandenpunt met Duitsland en België, loopt bijna overal dicht langs de grens met Duitsland, tot het drielandenpunt met Duitsland en Frankrijk. Hier steekt de route de Moezel over en volgt de rivier tot Sierck-les-Bains en buigt dan af naar het zuiden.

### Frankrijk
Ook in Frankrijk loopt de E2 via de GR5:
- Binnenkomend in het dal van de Moezel loopt de route[5] via de Vogezen en de Jura naar Zwitserland.
- Zwitserland wordt verlaten vanaf het Meer van Genève waarna via de Franse Alpen naar Nice[6] wordt gewandeld.

### Zwitserland
De E2 loopt een klein stukje door Zwitserland. Eigenlijk wordt enkel een aantal bergkammen in de Jura gekruist tot aan het plaatsje Nyon aan het Meer van Genève. Om de route te vervolgen moet de wandelaar een boot nemen.

E1 ·
E2 ·
E3 ·
E4 ·
E5 ·
E6 ·
E7 ·
E8 ·
E9 ·
E10 ·
E11 ·
E12